# William Orr
William "Willie" Orr (Shotts, 20 de juny de 1873 – Airdrie, 26 de febrer de 1946) va ser un jugador i entrenador de futbol escocès.

## Biografia
Willie Orr va començar la seva carrera futbolística jugant a l'Airdrieonians, passant el 1894 al Preston North End anglès. No obstant, fou al Celtic on es feu un nom com a jugador. El seu debut amb el conjunt de Glasgow fou en una victòria per 4-1 contra l'Hibernian el 1897, ajudant l'equip a emportar-se el títol de lliga en la seva primera temporada. Destacant per ser un potent lateral esquerra, la influència d'Orr com a líder es va mostrar des que va convertir-se en el capità del Celtic, a partir del 1902, liderant l'equip en la consecució de 3 títols de lliga i dos de copa, inclòs el doblet aconseguit la temporada 1906-07.
Posteriorment Orr iniciaria una carrera com a entrenador, que va començar al mateix equip on havia començat a jugar, l'Airdrieonians, l'any 1921. Les seves qualitats de lideratge van tornar a emergir, fent que l'Airdrie sorprengués molts aficionats assolint la segona plaça a la lliga en la segona temporada d'Orr al capdavant, la millor posició històrica del conjunt escocès fins aleshores, i que aconseguiria repetir les següents quatre temporades, consecutivament, estant a punt de guanyar la lliga en cada edició. A més, també va aconseguir l'únic títol important de la història de l'Aidrie, la victòria a la copa escocesa de l'any 1924.
El seu èxit a l'Airdrie va cridar l'atenció del Leicester City, de la lliga anglesa, que va contractar Orr per substituir Peter Hodge. L'entrenador escocès va seguir amb l'estil de joc de Hodge, aconseguint que, en la tercera temporada del Leicester a la primera divisió, el conjunt de Leicestershire assolís una meritòria setena posició, millor classificació històrica del conjunt anglès fins aleshores. L'equip no va fer més que millorar sota les ordres d'Orr, provocant que la temporada següent, la 1927-28, el Leicester quedés en 3a posició, mentre que la temporada 1928-29 ho va fer en 2a posició, perdent el títol davant del Sheffield Wednesday per només un punt (i amb el Leicester tenint una diferència de gols superior), i que encara avui en dia és el millor resultat històric del conjunt anglès. No obstant, a partir d'aquell punt el Leicester va començar a pedre pistonada, sobretot després de la marxa del capità de l'equip, Johnny Duncan, a qui se li va rescindir el contracte per trencar les normes del club al fer-se amb la llicència d'un pub. El gener de 1932, Orr va marxar de l'equip després d'una ratxa de sis derrotes consecutives.
Aviat, però, va fer-se càrrec del Falkirk, tot i que fou suspès de per vida per part de la federació escocesa per un escàndol de suborns. Encara que la suspensió va ser aixecada el 1937, Orr mai va tornar al món del futbol.

## Palmarès

### Com a jugador
Celtic FC
- Lliga escocesa (4): 1897–98, 1904–05, 1905–06, 1906–07
- Copa escocesa (3): 1900, 1904, 1907

### Com a entrenador
Airdrieonians
- Copa escocesa (1): 1924